# The Hole (2009)
The Hole is een Amerikaanse horror-fantasy-thriller geregisseerd door Joe Dante met in de hoofdrollen Teri Polo, Chris Massoglia en Haley Bennett. Naast de reguliere versie werd de film ook in 3D vertoond onder de naam The Hole in 3D.

## Verhaal
De alleenstaande Susan Thompson (Teri Polo) verhuist met haar twee zonen Lucas (Nathan Gamble) en Dane (Chris Massoglia) naar het fictieve plaatsje Bensonville. Het wordt de kijker al snel duidelijk dat de familie om onbekende redenen al enkele keren is verhuisd en dat de zeventienjarige Dane zijn tienjarig broertje graag plaagt met een enge clownspop.
Dane, Lucas en hun buurmeisje Julie vinden in de kelder een houten luik dat met hangsloten is afgesloten. Ze vinden de sleutels en openen het luik. Eronder is een donkere schacht. Ze gooien verfpotten en spijkers in de put om de diepte in te schatten, maar er volgt geen enkel geluid. Daarop laten ze met een koord de enge clownspop zakken, maar bij het ophalen komt deze schijnbaar vast te zitten waardoor het koord breekt.
Dan gebeuren er vreemde dingen. Julie ziet te pas en te onpas een klein meisje met bloedende ogen. Lucas ziet regelmatig de enge clownspop en het is voor hem duidelijk dat deze levend is geworden. Plots zien ook Lucas en Dane het kleine meisje. Ze achtervolgen haar en zijn verrast wanneer ze in de diepe put verdwijnt. Omdat de hangsloten spoorloos zijn verdwenen, sluiten ze het luik af met een zware ijzeren kast. Ondanks de bizarre gebeurtenissen lichten Dane en Lucas hun moeder niet in, uit vrees dat ze nogmaals moeten verhuizen. Daarnaast moet Susan ook enkele dagen weg voor haar werk.
Met hulp van Julie sporen ze de vorige bewoner van het huis op: de excentrieke en ietwat getikte Creepy Carl (Bruce Dern). Hij zegt dat de schim iedereen in een oogopslag kent en later komt halen. Bij hun thuiskomst staat de ijzeren kast naast het geopende luik. Ze sluiten het luik nu af met lange schroeven, maar de schim is in staat om de schroeven los te krijgen.
Dane merkt de volgende dag dat hij zijn schetsenboek bij Creepy Carl is vergeten. Creepy Carl is spoorloos verdwenen, maar het schetsenboek ligt er nog. Het staat vol met onduidelijke potloodlijnen. Niet veel later verdrinkt Lucas bijna in het zwembad. Hij beweerde dat de enge clownspop hem vastpakte en onder water hield. Dane gelooft hem niet, totdat hij rond de enkels van zijn broer rode plekken ziet in de vorm van vingers.
De volgende nacht hoort Dane iemand fluiten. Op de keukentafel vindt hij een brief van zijn vader en niet veel later een grote broeksriem. Plots staat er een agent in de hal. Hij geeft Lucas een foto met daarop twee meisjes. Het ene meisje lijkt opmerkelijk veel op dat met de bloedende ogen. Daarop gaat de agent naar de kelder en verdwijnt via het gat. Tegelijkertijd wordt Julie wakker en ontdekt dat het kleine meisje naast haar bed staat. Julie vlucht naar Dane en Lucas die haar de foto tonen. Dan blijkt dat Julie het meisje kent: het is haar vroegere vriendin. Daarop rent Julie naar een nabijgelegen pretpark en klimt via een ladder naar een hoog punt op een achtbaan. Daar vindt ze het meisje. Julie vertelt het meisje dat ze spijt heeft dat ze haar destijds niet heeft kunnen redden. Ze was toen niet sterk genoeg om haar vast te houden waarop het meisje naar beneden viel en daarbij ook een agent doodde, wiens schim tevens in het huis rondwaart, nog altijd op zoek naar het meisje (zijn achterhoofd werd verbrijzeld waardoor zijn schedel openligt). Julie trekt het meisje nu naar boven, waarop laatstgenoemde verdwijnt.
Niet veel later roept Dane op zijn broer om naar de kelder te gaan. Eenmaal daar merkt Lucas dat zijn grote broer daar niet is, maar de enge clownspop die hem trachtte te vermoorden is er wel. Lucas kan de pop uitschakelen door hem door een ventilator te gooien. Dan snappen ze wat Creepy Carl wou zeggen: de schim tracht hen te pakken via hun grootste angst. Als je de angst overwint, is ook de kracht van de schim verdwenen en kan hij je niets meer doen. Dan blijkt ook wat Danes grote angst is; die voor zijn agressieve vader, die hem vroeger regelmatig sloeg met een broeksriem. Hij floot een bepaald deuntje telkens hij thuis kwam. Hoewel hij in de gevangenis zit, kon hij toch telkens achterhalen waar zijn vrouw en kinderen woonden. Daarop stuurde hij dreigbrieven naar hen waarop de familie steeds besloot om te verhuizen.
Ondertussen is Dane er ook achter gekomen dat de schetsen van Creepy Carl één grote tekening zijn. Wanneer hij de verschillende bladen in de juiste volgorde legt, ziet hij een groot monster dat het monster in het huis blijkt te zijn. Het ontvoert Lucas en neemt hem mee de schacht in. Dane gaat de put in en belandt in een andere dimensie: een van hun vorige woningen waar hij zijn broer in de kast vindt waar ze zich vroeger ook voor hun vader verborgen. In de kast is er een metershoge trap en ze concluderen dat je via die weg terug kunt keren naar je eigen leefwereld. Onderweg slaagt het vader-monster erin om Dane terug naar beneden te trekken. Daarop gaat Dane de confrontatie aan met het monster dat zijn vader vertegenwoordigt. Het monster is enorm sterk en slaat overal gaten. Bij elke slag verdwijnt een stuk van de dimensie in zwarte gaten. Dane zegt dat hijzelf groter is geworden en dat hij niets meer vreest van zijn vader. Vroeger bezag hij zijn vader als dit monster, maar nu kan hij hem niets meer doen. Met elke kleinering die Dane zegt, wordt het monster kleiner en kleiner en lijkt het meer op een gewone, slappe man. Uiteindelijk valt de man in een zwart gat. Dane klimt via de elektriciteitskabel naar boven en komt zo terug in zijn eigen leefwereld waar ondertussen ook zijn broer is. Ze sluiten het luik onmiddellijk, maar hebben niets om het te vergrendelen.
Dan komt hun moeder in de kelder en opent het luik. Onder het luik liggen nu water- en gasleidingen, van een schacht is geen sprake meer. Het luik wordt weer gesloten. Terwijl ze naar boven gaan, vertelt Susan over haar eigen angst: als kind was ze bang voor een monster dat onder haar bed leefde. Wanneer de kelderdeur wordt gesloten, vliegt het luik meteen weer open en verschijnt een nieuwe schim.

## Rolverdeling
| Acteur            | Personage      |
| ----------------- | -------------- |
| Haley Bennett     | Julie Campbell |
| Chris Massoglia   | Dane Thompson  |
| Bruce Dern        | Creepy Carl    |
| Teri Polo         | Susan Thomson  |
| Nathan Gamble     | Lucas Thompson |
| Quinn Lord        | Annie Smith    |
| John DeSantis     | Monster        |
| Merritt Patterson | klein meisje   |
| Peter Shinkoda    | Agent          |

## Achtergrond
De opnames van de film begonnen op 5 december 2008 in Vancouver, Canada.
The Hole ging op 12 september 2009 in première op het Toronto International Film Festival. De bioscooppremière was in de zomer van 2010. De film kreeg vooral positieve reacties van critici. Op Rotten Tomatoes gaf 86% van de recensenten de film een goede beoordeling.